# Bahnstrecke Regis-Breitingen–Meuselwitz
| |                     |                                          |                                  |
| Streckenlänge: | 14,017 km           |                                          |                                  |
| Spurweite: | 900 mm (Schmalspur) |                                          |                                  |
| |                     |                                          |                                  |
| \| \| \| Anschluss Brikettfabrik Regis-Breitingen \| \| \| \| \| zur Grube Ramsdorf \| \| \| \| 0,0 \| Regis-Breitingen (KB) \| 160 m \| \| \| \| Landesgrenze Sachsen/Thüringen \| \| \| \| \| zur Brikettfabrik Haselbach \| \| \| \| \| ehem. Fabrik \| \| \| \| 1,4 \| Haselbach \| 158 m \| \| \| \| Grubenanschlussbahn \| \| \| \| \| Kammerforst geplant \| \| \| \| \| geplante Strecke \| \| \| \| \| Grubenanschlussbahn \| \| \| \| 8,2 \| Wintersdorf \| 187 m \| \| \| 10,7 \| Schnaudertal \| 170 m \| \| \| \| Bahnstrecke Gaschwitz–Meuselwitz \| \| \| \| \| Grubenanschlussbahn \| \| \| \| \| Industrieanschluss \| \| \| \| \| Meuselwitz Breitscheidstraße \| 177 m \| \| \| \| ehem. Braunkohlewerk Phönix \| \| \| \| 14,0 \| Meuselwitz (KB) \| Meuselwitz (KB) \| |                     |                                          |                                  |
| |                     | Anschluss Brikettfabrik Regis-Breitingen |                                  |
| Abzweig geradeaus und von rechts (Strecke außer Betrieb) |                     | zur Grube Ramsdorf                       | zur Grube Ramsdorf               |
| Haltepunkt / Haltestelle Strecke bis hier außer Betrieb | 0,0                 | Regis-Breitingen (KB)                    | 160 m                            |
| Grenze |                     | Landesgrenze Sachsen/Thüringen           | Landesgrenze Sachsen/Thüringen   |
| Abzweig geradeaus und ehemals nach rechts |                     | zur Brikettfabrik Haselbach              | zur Brikettfabrik Haselbach      |
| ehemaliger Dienststation / Betriebs- oder Güterbahnhof |                     | ehem. Fabrik                             | ehem. Fabrik                     |
| Bahnhof | 1,4                 | Haselbach                                | 158 m                            |
| Abzweig geradeaus, ehemals nach rechts und ehemals von rechts |                     | Grubenanschlussbahn                      | Grubenanschlussbahn              |
| ehemaliger Haltepunkt / Haltestelle |                     | Kammerforst geplant                      | Kammerforst geplant              |
| Abzweig geradeaus und ehemals nach rechts |                     | geplante Strecke                         | geplante Strecke                 |
| Abzweig geradeaus, ehemals nach links und ehemals von links |                     | Grubenanschlussbahn                      | Grubenanschlussbahn              |
| Bahnhof | 8,2                 | Wintersdorf                              | 187 m                            |
| Bahnhof | 10,7                | Schnaudertal                             | 170 m                            |
| Kreuzung geradeaus unten (Querstrecke außer Betrieb) |                     | Bahnstrecke Gaschwitz–Meuselwitz         | Bahnstrecke Gaschwitz–Meuselwitz |
| Abzweig geradeaus, ehemals nach rechts und ehemals von rechts |                     | Grubenanschlussbahn                      | Grubenanschlussbahn              |
| Abzweig geradeaus und ehemals nach links |                     | Industrieanschluss                       | Industrieanschluss               |
| ehemaliger Haltepunkt / Haltestelle |                     | Meuselwitz Breitscheidstraße             | 177 m                            |
| ehemaliger Dienststation / Betriebs- oder Güterbahnhof |                     | ehem. Braunkohlewerk Phönix              | ehem. Braunkohlewerk Phönix      |
| Kopfbahnhof Streckenende | 14,0                | Meuselwitz (KB)                          | Meuselwitz (KB)                  |

Die Bahnstrecke Regis-Breitingen–Meuselwitz ist eine Schmalspurbahn in Thüringen und Sachsen, die ehemals als Kohlebahn und heute als Museumsbahn verkehrt. Ihre Spurweite beträgt 900 Millimeter. Im Volksmund wird sie Kammerforstbahn genannt, da sie den Wald Altenburger Kammerforst durchquert.

## Geschichte
Der Norden des Altenburger Landes war jahrhundertelang vom Braunkohlebergbau geprägt. Nach Inbetriebnahme der Kohlebahn im Juni 1942 konnte die gewonnene Braunkohle per Zug von den untereinander im Schienennetz verbundenen Tagebauen Waltersdorf und später Gröba zu den Brikettfabriken nach Regis-Breitingen und Haselbach befördert werden.
In den 1960er Jahren wurden die Grubenbahnen durch den vermehrten Abbau von Braunkohle immer wichtiger. Die meisten, unter anderem die Kohlebahn von Meuselwitz nach Regis-Breitingen, wurden elektrifiziert und die Strecken mit moderner Technik ausgestattet.
Nach der politischen Wende in der DDR verloren die Grubenbahnen schlagartig an Bedeutung. Viele Grubenbahnen wurden stillgelegt und zurückgebaut. Allerdings setzten sich Bürger für den Erhalt der Strecke ein und bewahrten sie durch einen Kauf vor dem Rückbau. 1996 wurde der Verein Kohlebahnen gegründet. Nachdem die Strecke von Bewuchs gereinigt und die Oberleitung abgebaut worden war, nahm der Verein einen Museumsbetrieb auf der Strecke auf. Die Fahrten finden mehrmals im Monat statt; besonders an Feiertagen ist das Angebot hoch. Die Züge beginnen in Meuselwitz und fahren bis Regis-Breitingen, um schließlich nach Meuselwitz zurückzukehren. Die Fahrgastzahlen liegen bei rund 15.000 pro Jahr.
2024 war eine neue Station als Verknüpfungspunkt zur S-Bahn im Bahnhof Regis-Breitingen an der Bahnstrecke Leipzig–Hof in Bau.

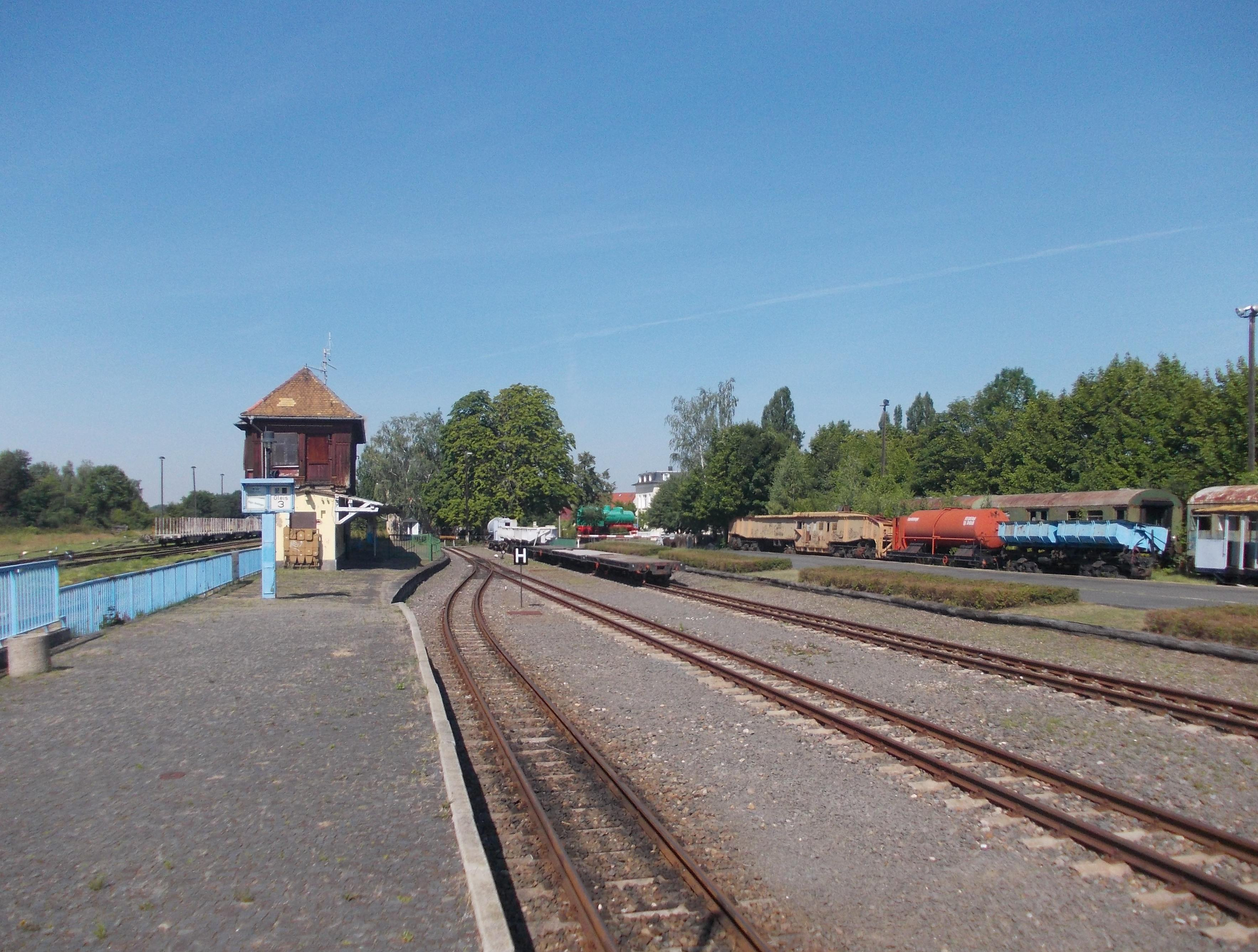
Betriebsanlagen der Kohlenbahn in Meuselwitz
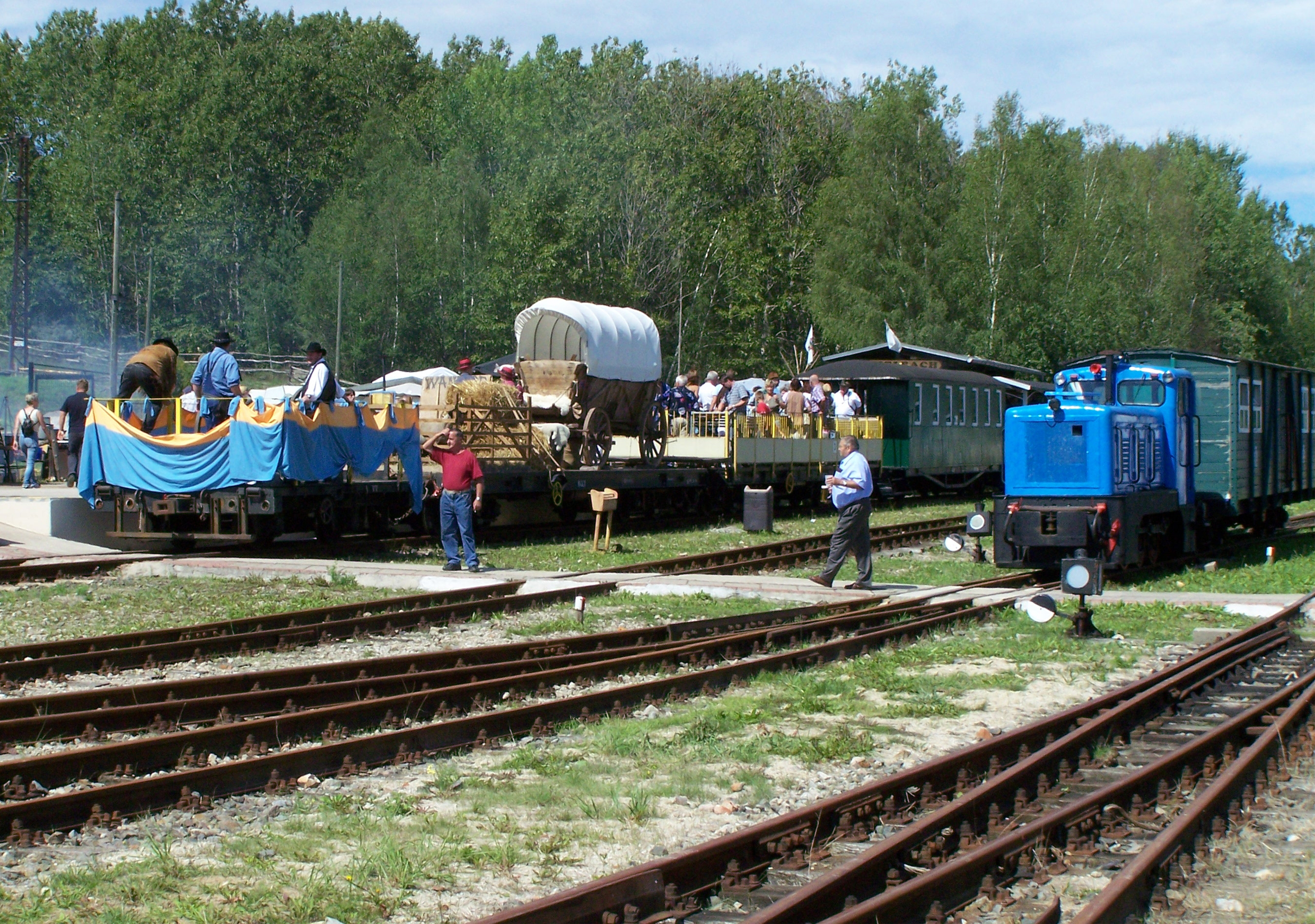
Veranstaltung auf der Kohlenbahn in Haselbach
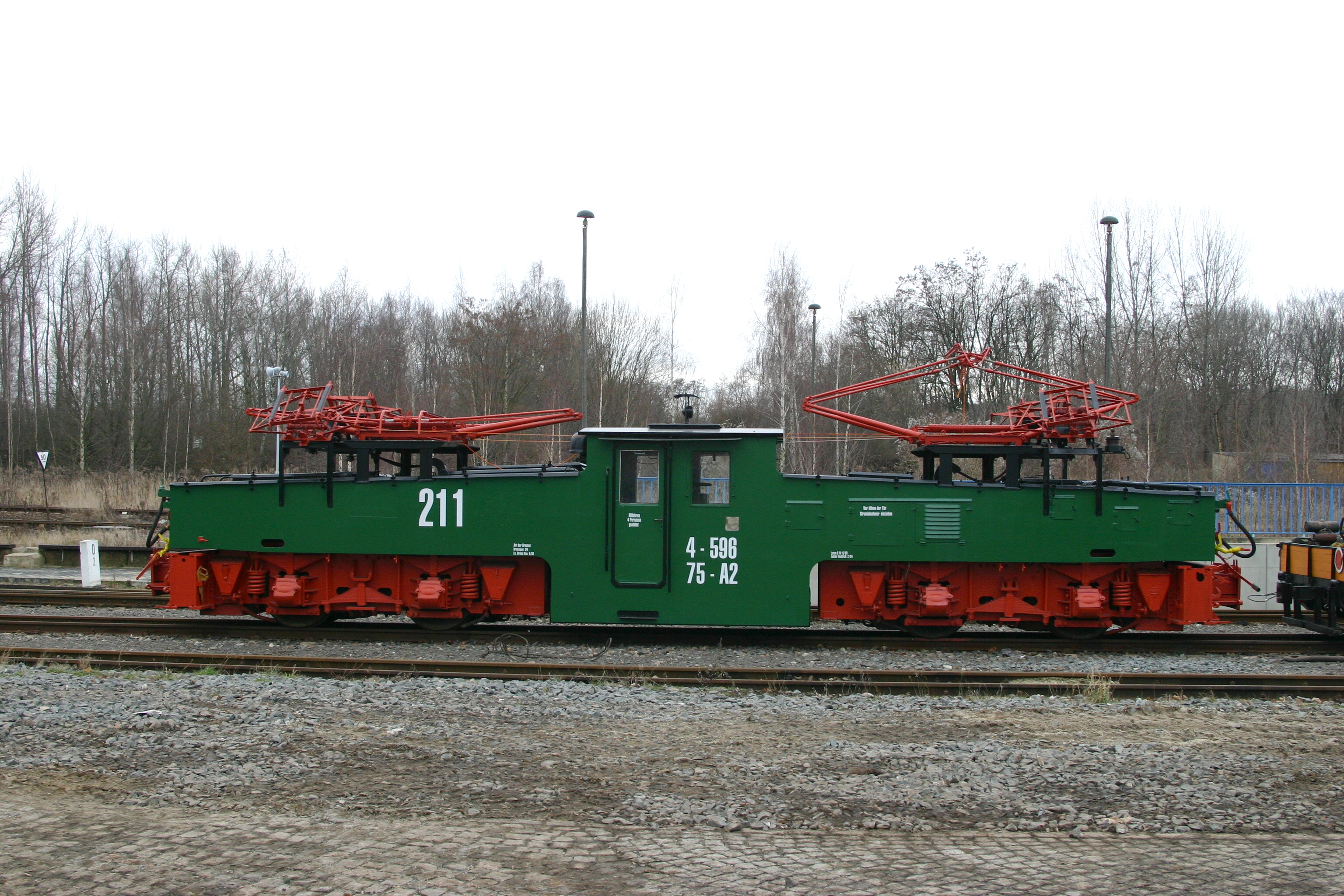
Schmalspurige elektrische Lokomotive der Lokomotivbau Elektrotechnische Werke vom Typ EL 3

In der Hoffnung, die Strecke mehrmals täglich im Personennahverkehr mit einer Fahrzeit von 25 Minuten als Zubringer zur S-Bahn zu befahren, erwarb der Verein günstig die drei 1967 gebauten Elektrotriebwagen Be 4/4 21 bis 23 mit Meterspur von der Bergbahn Lauterbrunnen–Mürren, von denen der erste Mitte 2024 mit dem Tieflader überführt wurde.

## Streckenbeschreibung
Die Strecke verbindet das thüringische Meuselwitz mit dem sächsischen Regis-Breitingen und durchquert dabei den Kammerforst. Die Strecke endet kurz hinter der sächsischen Grenze zu Thüringen. Die ehemalige Kohlebahn beginnt im heutigen Kulturbahnhof Meuselwitz. Anschließend werden die Haltepunkte Schnaudertal südlich von Schnauderhainichen und Wintersdorf passiert. Bevor die Strecke die Landesgrenze überquert, wird noch der Bahnhof Haselbach erreicht. Schließlich endet die frühere Kohlebahn im Haltepunkt Regis-Breitingen.